# Jadwiga Malina
Jadwiga Malina również jako Jadwiga Malina-Żądło (ur. 1974) – polska poetka.
Laureatka Krakowskiej Książki Miesiąca we wrześniu 2013 za tom Od rozbłysku. Dwukrotnie nominowana do Orfeusza – Nagrody Poetyckiej im. K.I. Gałczyńskiego (w 2016 za tom TU oraz w 2023 za tom Teoria powtórzeń). Nominowana do 12. Nagrody Literackiej m.st Warszawy w 2019 za tom Czarna załoga. W 2023 nominowana do Nagrody im. Wisławy Szymborskiej za tom Teoria powtórzeń. Członkini krakowskiego oddziału Stowarzyszenia Pisarzy Polskich oraz Unii Literackiej. Mieszka w Trzebuni.

## Książki
- Szukam ciemna (Oficyna Konfraterni Poetów, Kraków 1996)
- Zanim (Wydawnictwo i Drukarnia Towarzystwa Słowaków w Polsce, Kraków 2007)
- Strona obecności (Wydawnictwo i Drukarnia Towarzystwa Słowaków w Polsce, Kraków 2010)
- Od rozbłysku (Wydawnictwo Miniatura, Kraków 2013)
- TU (Stowarzyszenie Pisarzy Polskich Oddział Kraków, Kraków 2015)
- Czarna załoga (Stowarzyszenie Pisarzy Polskich Oddział Kraków, Kraków 2018)
- Światło i szelest (Seria Wydawnicza Poeci Krakowa, Biblioteka Kraków, Kraków 2020)
- Teoria powtórzeń (Stowarzyszenie Pisarzy Polskich Oddział Kraków, Kraków 2022)
- Przysłona (Wydawnictwo Cyranka, Warszawa 2024; powieść)